# Dêngqên
Dêngqên, (chữ Tạng: སྟེང་ཆེན་རྫོང་; Wylie: steng chen rdzong; ZWPY: Dêngqên Zong; tiếng Trung: 丁青县; bính âm: Dīngqīng Xiàn, Hán Việt: Dinh Thanh huyện) là một huyện của địa khu Qamdo (Xương Đô), khu tự trị Tây Tạng, Trung Quốc.

### Trấn
- Đinh Thanh (丁青镇)
- Xích Độc (尺犊镇)

### Hương
| - Mộc Tháp (木塔乡) - Bố Tháp (布塔乡) - Ba Đạt (巴达乡) - Cam Nham (甘岩乡) - Dát Tháp (嘎塔乡) - Sắc Trát (色扎乡) | - Hiệp Hùng (协雄乡) - Tang Đa (桑多乡) - Đáng Đôi (当堆乡) - Sa Cống (沙贡乡) - Giác Ân (觉恩乡) |